# Neveneffect
In de informatica heeft een functie of expressie een of meer neveneffecten als het naast het teruggeven van een waarde ook een toestand aanpast. Voorbeelden hiervan zijn het aanpassen van een globale variabele of het wegschrijven van informatie naar een bestand of beeldscherm. Door neveneffecten wordt het gedrag van het programma mogelijk moeilijker te voorspellen. Een operatie die geen neveneffecten heeft kan veilig worden uitgevoerd zonder dat de toestand van het systeem wordt aangepast. Het opvragen van een waarde is een voorbeeld van een veilige operatie.
In imperatieve programmeertalen hebben veel berekeningen neveneffecten, terwijl functies in functionele programmeertalen weinig tot geen neveneffecten hebben.
Wil een functie of expressie referentieel transparant zijn, dan is een van de vereisten daarvoor dat de functie geen neveneffecten heeft. 